# Dyschirus quadrimaculatus
Dyschirus quadrimaculatus är en skalbaggsart som beskrevs av Carl Hildebrand Lindroth. Dyschirus quadrimaculatus ingår i släktet Dyschirus och familjen jordlöpare. Inga underarter finns listade i Catalogue of Life.